# Chopjor

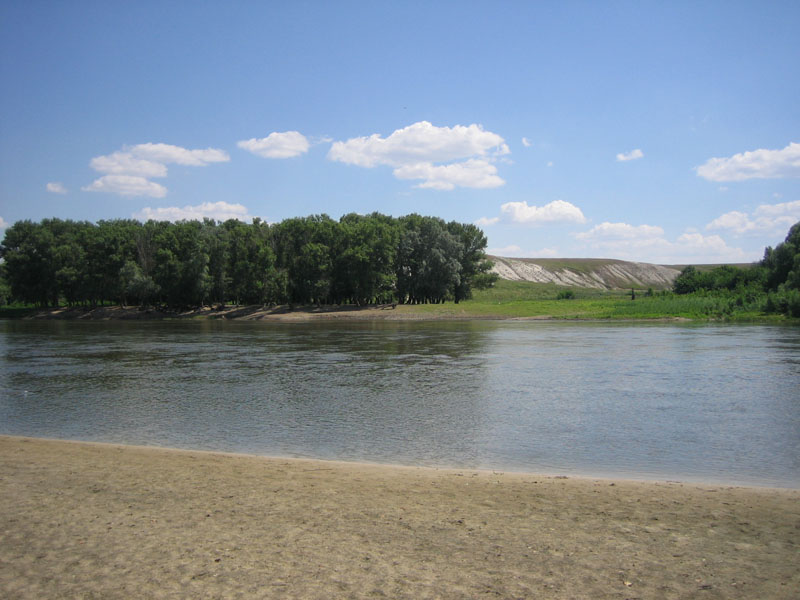
Chopjor.

Chopjor (ryska: Хопёр, äldre svenskt namn Choper) är en rysk flod, biflod till Don från vänster.
Floden rinner upp i närheten av Penza och mynnar ut i Don efter ett lopp av 980 kilometer. Dess betydligaste biflod är Vorona från höger. Chopjor är en äkta stäppflod, som under sommaren har föga vatten, men om våren översvämmar hela floddalen. Den högra stranden är nästan överallt brant, mest täckt av skog och översållad av gravhögar (kurganer); den vänstra är låg och bevuxen med buskar. Floden är segelbar nedanför Voronas inflöde.